# Byblisoides esferis
Byblisoides esferis är en kräftdjursart som beskrevs av Barnard 1961. Byblisoides esferis ingår i släktet Byblisoides och familjen Ampeliscidae. Inga underarter finns listade i Catalogue of Life.